# Leo Martinschitz

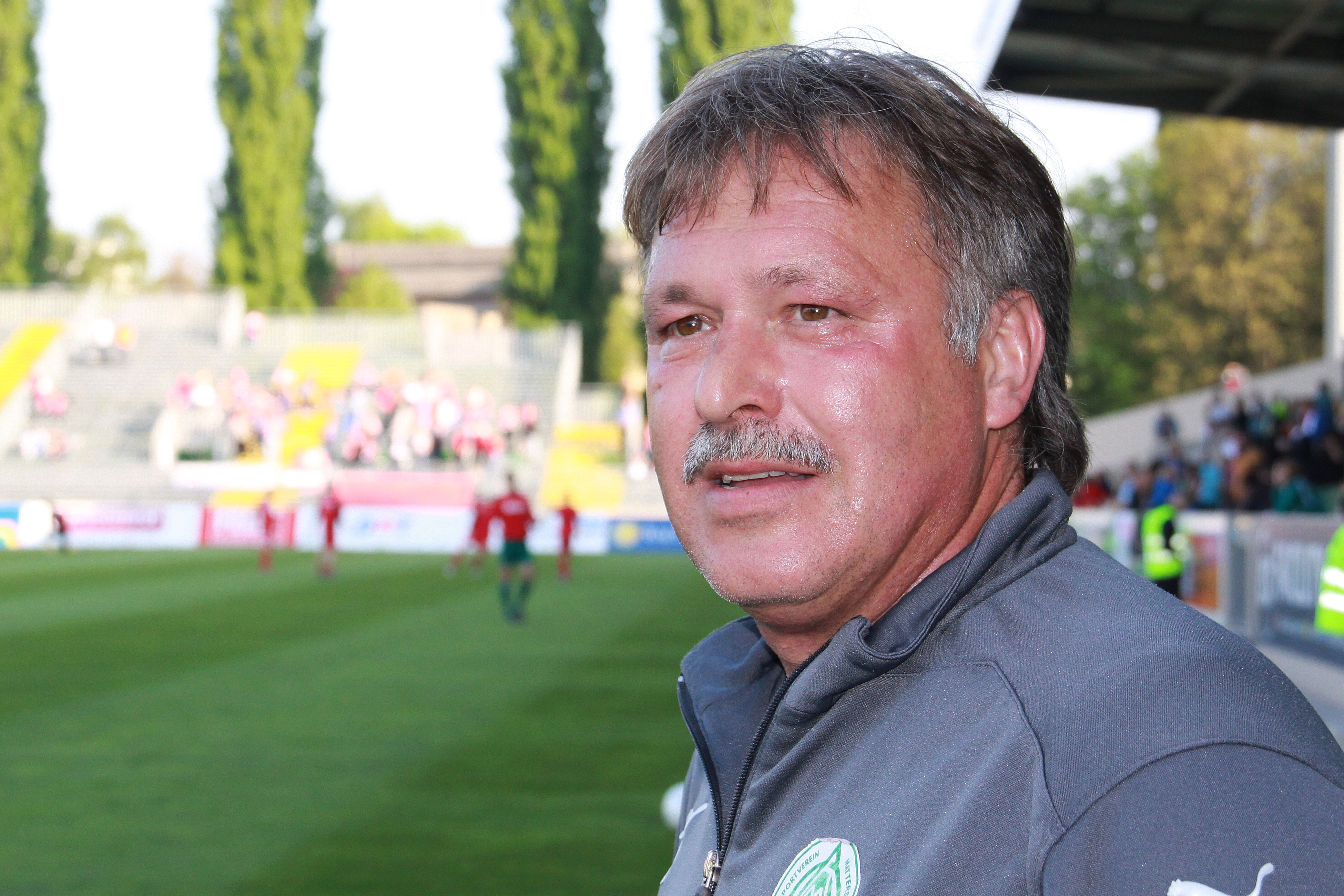
Leo Martinschitz im Dienst der SV Mattersburg

Leo Martinschitz (* 18. Juni 1957) ist ein ehemaliger österreichischer Fußballtorwart und nunmehriger Torwarttrainer.
In seiner aktiven Zeit spielte Martinschitz von 1980 bis 1987 für den SC Eisenstadt (152 Spiele) und 1987/88 für den SK VÖEST Linz (20 Spiele) in der österreichischen Bundesliga. Weitere Stationen seiner Karriere waren der FC Admira Wacker, VfB Mödling und der SV Hirm.
Nach Abschluss seiner aktiven Laufbahn schlug Martinschitz die Trainerlaufbahn ein. Seit Juli 2002 (nach anderen Quellen seit Juli 2005) bis Juni 2014 war er beim österreichischen Bundesligaverein SV Mattersburg als Torwarttrainer unter Vertrag.
Leo Martinschitz ist verheiratet und Vater einer Tochter. Beruflich ist er beim burgenländischen Stromversorger BEWAG beschäftigt.